# Frederick Ellis (7e baron Howard de Walden)
Frederick George Ellis, 7e baron Howard de Walden et 3e baron Seaford (9 août 1830 - 3 novembre 1899), est un propriétaire terrien britannique et à un moment donné « le pair le plus riche d'Angleterre ».

## Biographie
Frederick est le fils de Charles Ellis (6e baron Howard de Walden) et de sa femme, Lucy Cavendish-Scott-Bentinck, fille de William Bentinck (4e duc de Portland). Il fréquente le Collège d'Eton et le Trinity College de Cambridge. Jeune homme, Frederick aide son père à superviser les exploitations familiales des plantations de canne à sucre jamaïcaines. Il visite la Jamaïque en 1846 et 1853-1854, installant de nouvelles machines pour tenter de stimuler la baisse de la production de sucre. Cependant, cela est abandonné en 1855 et Frederick semble avoir perdu tout intérêt pour les domaines jamaïcains, préférant poursuivre une carrière militaire.
En 1867, Frederick devient major du 4th Queen's Own Hussars. Il succède à son père dans les baronnies de Howard de Walden et de Seaford à la mort de ce dernier le 29 août 1868. Il hérite également des dettes de son père. La mère de Frederick, Lucy, s'engage à acquitter les dettes de son défunt mari en échange d'un titre de propriété sur les plantations que Frederick lui cèdent en 1872. Ayant dans une certaine mesure restauré les domaines jamaïcains, maintenant utilisés pour les pâturages et le bétail au lieu du sucre, elle les donnent à son plus jeune fils et frère de Frederick, Evelyn Henry en 1891. Ainsi, ils sortent de la ligne principale Howard de Walden et sont vendus par Evelyn en 1912.
Frederick et son jeune frère Guillaume se partagent la valeur du domaine Marylebone du duc de Portland et des terres de l'Ayrshire appartenant à la duchesse de Portland et qu'à la mort du duc actuel (qui n'a pas d'enfant), ils passent d'abord à leur mère, Lucy et sa sœur sans enfant, la vicomtesse Ossington, en 1879 lorsque le duc de Portland meurt. Guillaume se marie et a un fils en 1875, mais Frédéric déjoue ses espoirs en épousant, à l'âge de quarante-six ans, une jeune fille de vingt-cinq ans sa cadette.
En 1876, Frederick épouse Blanche, fille de William Holden. En 1880, ils ont un fils, Thomas Evelyn.
En 1893, Blanche intente une action en divorce et Lord De Walden contre-attaque, dans ce qui est considéré comme la « cause célèbre de l'année ». Frédéric accuse Blanche d'« intimité excessive » avec le comte Jenan de Madre de Paris et le capitaine Winter. Blanche allègue la cruauté de son mari comme motif de séparation et son avocat cite les abus physiques de Frederick, les allégations de vol qu'il a faites contre Blanche et les menaces de lui tirer dessus. Selon des articles de presse sur le procès, « il rentrait fréquemment chez lui ivre et vomissait au lit, et développait des habitudes sales et cochonnes, empêchant Lady Blanche de coucher avec lui ».
La mère de Frederick meurt le 29 juillet 1899 et il hérite des domaines de Marylebone et d'Ayrshire, faisant de lui pendant un peu plus de trois mois « le pair le plus riche d'Angleterre ».
Lord Howard de Walden meurt le 3 novembre 1899, à l'âge de 69 ans, et son fils Thomas lui succède. Il est enterré au cimetière de Kensal Green. Lady Blanche épouse Henry Lopes (2e baron Ludlow) en 1903 et elle meurt en 1911.